# Stazione di Valle di Maddaloni
La stazione di Valle di Maddaloni è una stazione ferroviaria ubicata sulla linea Napoli-Foggia. È gestita da RFI e serve il comune di Valle di Maddaloni, conosciuta ai tempi come Valle Tifantina.

## Storia

### Nel passato
La stazione è situata all'estremità settentrionale del paese, presso la "Cava Olivastri" da cui prese inizialmente il nome, cambiandolo prima in Fermata di Valle e poi, nel 1915, nell'attuale denominazione. Fino agli anni 1950, la cava citata era unita da un raccordo allo scalo merci della stazione, tramite un binario apposito che partiva dal secondo binario tronco.
In passato aveva un discreto traffico sia viaggiatori che merci, possedendo anche un dormitorio per i ferrovieri. Il traffico è poi diminuito con l'avvento del trasporto su gomma. Alla fine degli anni 1980, lo scalo merci è andato in disuso. Alla fine degli anni 1990, la stazione divenne impresenziata.

### Dal 2010 ad oggi
Nel 2010 sono stati eliminati dei passaggi a livello nel territorio comunale, tra cui quello che si trovava all'estremità della stazione, in direzione Caserta; sostituito da un sovrappasso per le auto a circa 1 km dalla stazione, e un sottopasso pedonale all'altezza della stazione.
Nel 2012 dei lavori di regolarizzazione della linea hanno interdetto ai convogli tutti i binari ad eccezione del binario di corretto tracciato (numerato come binario 2), su cui transitano i treni, e di quello di incrocio, numerato come binario 3.

## Strutture e impianti
La stazione è dotata di 3 binari passanti, di cui 2 utilizzati per il servizio passeggeri, ed un fabbricato viaggiatori chiuso. Inizialmente, la stazione era invece dotata di tre binari passanti destinati al servizio passeggeri e serviti da marciapiede e tre tronchini, in direzione Benevento, con piano caricatore merci. È presente un parcheggio esterno alla stazione.

## Movimento
La stazione è servita da treni regionali di Trenitalia nell'ambito del contratto di servizio stipulato con la regione Campania.
Nel 2007, il traffico giornaliero medio era di 34 unità.